# Суперкубок Англії з футболу 1929
Суперкубок Англії з футболу 1929 — 16-й розіграш турніру, який відбувся 7 жовтня 1929 року. У матчі взяли участь гравці, які виступали за професійні футбольні клуби, та гравці, які виступали за аматорські футбольні клуби.

## Матч

### Деталі
| 7 жовтня 1929 |

| Професіонали    | 3–0      | Аматори |
| --------------- | -------- | ------- |
| Сід Чендлер Піс | Протокол |         |

| Олд Ден, Лондон Глядачів: 6 000 |

| В  |  | Бен Олні       | Астон Вілла      |
| З  |  | Білл Томпсон   | Ноттінгем Форест |
| З  |  | Майкл Кіпінг   | Саутгемптон      |
| З  |  | Алберт Барретт | Фулгем           |
| З  |  | Ерні Гарт      | Лідс Юнайтед     |
| З  |  | Лен Армітейдж  | Сток Сіті        |
| ПЗ |  | Біллі Піс      | Мідлсбро         |
| Н  |  | Джиммі Сід     | Шеффілд Венсдей  |
| Н  |  | Артур Чендлер  | Лестер Сіті      |
| Н  |  | Гаррі Дейвіс   | Гаддерсфілд Таун |
| Н  |  | Джой Вільямс   | Арсенал          |

| В  |  | Бенжамін Говард-Бейкер | Корінтіан            |
| З  |  | Ф.Дж.Грегорі           | Вімблдон             |
| З  |  | Е.Г.Гейтс              | Лондон Каледоніанс   |
| З  |  | Г.К.Гленністер         | ВМС Великої Британії |
| З  |  | А.Г.Чаддер             | Корінтіан            |
| З  |  | Джон Найт              | Кейсуелс             |
| ПЗ |  | Л.Б.Моріш              | Далвіч Гамлет        |
| ПЗ |  | Едгар Кейл             | Далвіч Гамлет        |
| Н  |  | Клод Ештон             | Корінтіан            |
| Н  |  | Грем Доггарт           | Корінтіан            |
| Н  |  | Джекі Хеган            | Британська армія     |